# غرابة جنسية
في النشاط الجنسي البشري، الغرابة هي استخدام ممارسات أو مفاهيم أو تخيلات جنسية غير تقليدية. 

## تعريف
المصطلح مشتق من فكرة «التقييد» (راجع "kink") في السلوك الجنسي للفرد، لمقارنة مثل هذا السلوك مع العادات والميول الجنسية «المستقيمة» أو «الفانيليا». ومن ثم فهو مصطلح عامي يشير إلى سلوك جنسي غير تقليدي. 

## نبذة
مصطلح "kink" تم وصفه لأول مرة من قبل بعض الذين يمارسون الفيتيشية الجنسية كمصطلح أو مرادف لمجموعة من الممارسات التي تثيرهم جنسياً ومن غير المتعارف عليها أنها تثير الشهوة بصورة عامة مثل BDSM، الجلود والفتش، التشييء الجنسي والخطل الجنسي. تصف أخصائية علم النفس مارجي نيكولز الـ kink بأنه أحد «الاختلافات التي تشكل» Q «في مجتمع الميم LGBTQ».  غير أن الشخص الذي يمارس الـ Kink أو يقال عنه بأنه Kinky ليس بالضرورة أن يكون مثلياً جنسياً.
في دراسة نُشرت في عام 2016، وجد أن ما يقرب من نصف العينة المدروسة أفادوا باهتمامهم ببعض الممارسات الجنسية الغريبة Kink، وأن حوالي ثلثهم قد مارسوا سلوكاً جنسياً غريباً Kinky مرة واحدة على الأقل.

## اقرأ أيضاً
- السلوكيات الحسية والمثيرة والجنسية للمرأة من السلوكيات الحسية والمثيرة والجنسية للمرأة من مجتمع "Kink" ، مقالات عن السلوك الجنسي، الأكاديمية الدولية للبحوث الجنسية
- غريب - الوعي الحسي ، ثورة الحواس القاسية ، مجلة شيك اليوم
- دوسي ايستون، كاثرين أ.ليست، عندما يكون الشخص الذي تحبه غريب الأطوار ، Greenery Press ، 2000.(ردمك 1-890159-23-9)رقم ISBN 1-890159-23-9 .
- Jensen، Nate (2009). Japanese-English Guide to Sex, Kink and Naughtiness. (First edition, version 3). CreateSpace. ISBN:978-1-4421-0876-9.978-1-4421-0876-9
- Shahbaz، Caroline؛ Chirinos، Peter (2016). Becoming a Kink Aware Therapist. Routledge. ISBN:9781315295312. مؤرشف من الأصل في 2020-06-12.9781315295312
- الرابطة الدولية للمطاطيين
- جاي وايزمان، SM 101: مقدمة واقعية ، Greenery Press ، 2000،(ردمك 0-9639763-8-9) .
- ستيفاني كليفورد سميث، Kink: A Straight Girl's Investigation ، Allen and Unwin ، 2010،(ردمك 978-1-74175-912-9)